# Atletisme als Jocs Olímpics d'Estiu de 1924 - llançament de disc masculí

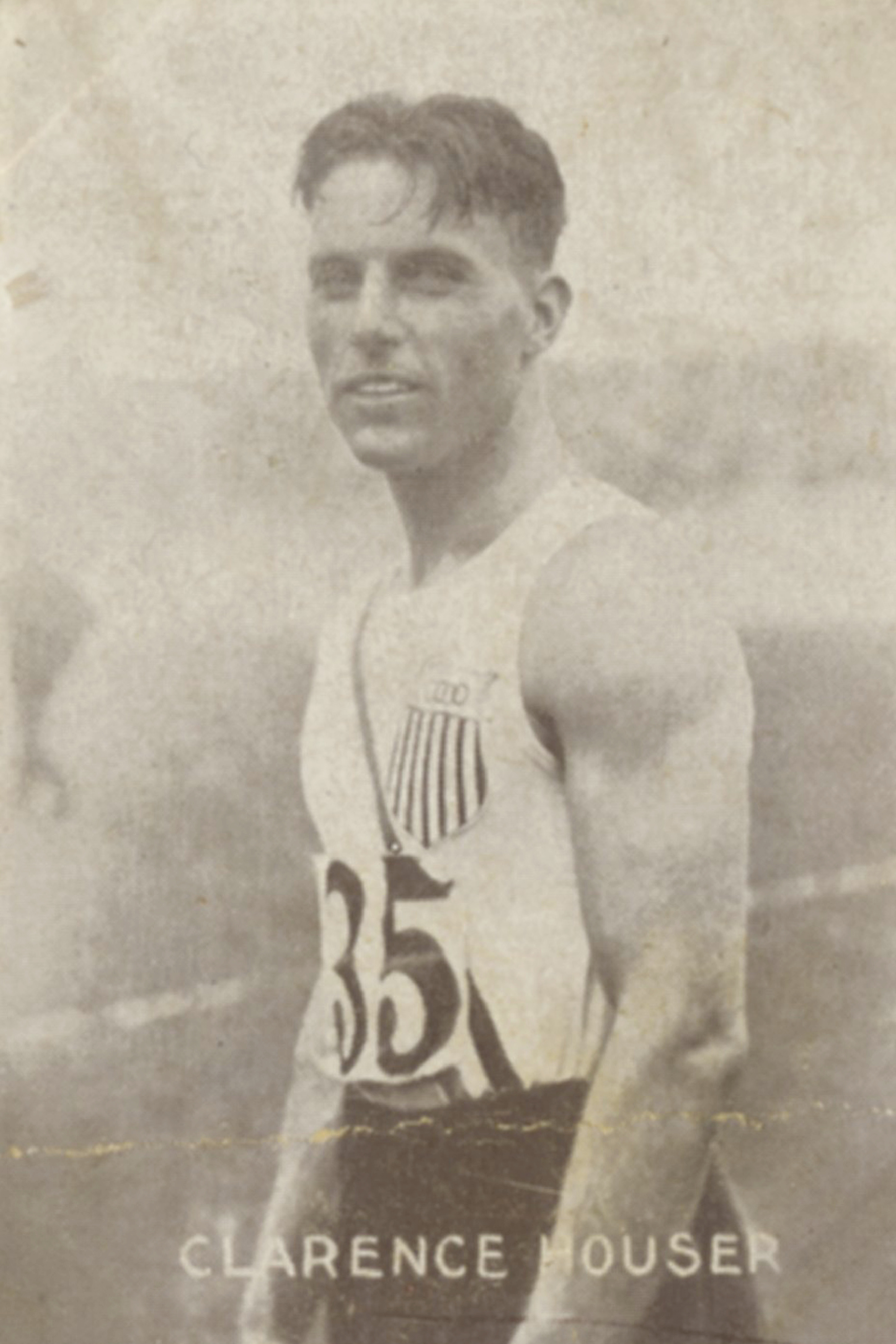
Fotografia de l'atleta estatunidenc Clarence Houser, guanyador de la medalla d'or.

El llançament de disc masculí va ser una de les proves del programa d'atletisme disputades durant els Jocs Olímpics de París de 1924. La prova es va disputar el 13 de juliol de 1924 i hi van prendre part 32 atletes de 18 nacions diferents.

## Medallistes
| Or               | Plata                 | Bronze            |
| Bud Houser (USA) | Vilho Niittymaa (FIN) | Thomas Lieb (USA) |

## Rècords
Aquests eren els rècords del món i olímpic que hi havia abans de la celebració dels Jocs Olímpics de 1924.
| Rècord del Món | 47m 58cm | James Duncan    | Nova York (USA) | 12 maig 1912   |
| Rècord del Món | 48.18(*) | Glenn Hartranft | Cambridge (USA) | 31 maig 1924   |
| Rècord Olímpic | 45m 21cm | Armas Taipale   | Estocolm (SWE)  | 12 juliol 1912 |

(*) no oficial
En la qualificació Bud Houser establí un nou rècord olímpic amb 46,155 metres.

## Resultats

### Qualificació
Els 32 atletes són dividits en tres grups i disposen de tres llançaments. Els sis millors passaven a la final.
Grup 1
| Posició | Atleta                    | Distància | Posició general | Qual. |
| ------- | ------------------------- | --------- | --------------- | ----- |
| 1       | Thomas Lieb (USA)         | 44.83     | 3               | Q     |
| 2       | Heikki Malmivirta (FIN)   | 41.16     | 8               |       |
| 3       | Sándor Toldi (HUN)        | 41.09     | 9               |       |
| 4       | Armas Taipale (FIN)       | 40.215    | 12              |       |
| 5       | Karl Jensen (DEN)         | 39.78     | 13              |       |
| 6       | Paul Béranger (FRA)       | 38.93     | 14              |       |
| 7       | Camillo Zemi (ITA)        | 37.465    | 17              |       |
| 8       | Veljko Narančić (YUG)     | 37.35     | 18              |       |
| 9       | Teodors Sukatnieks (LAT)  | 35.985    | 21              |       |
| 10      | Octávio Zani (BRA)        | 35.72     | 23              |       |
| 11      | Otto Garnus (SUI)         | 35.16     | 26              |       |
| 12      | António Martins (POR)     | 32.40     | 31              |       |
| —       | Dimitrios Karabatis (GRE) | SM        | —               |       |

Grup 2
| Posició | Atleta                       | Distància | Posició general | Qual. |
| ------- | ---------------------------- | --------- | --------------- | ----- |
| 1       | Gus Pope (USA)               | 44.42     | 4               | Q     |
| 2       | Glenn Hartranft (USA)        | 42.49     | 6               | Q     |
| 3       | Elmer Niklander (FIN)        | 42.09     | 7               |       |
| 4       | Kálmán Marvalits (HUN)       | 40.82     | 10              |       |
| 5       | Gustav Kalkun (EST)          | 38.46     | 15              |       |
| 6       | Werner Nüesch (SUI)          | 38.205    | 16              |       |
| 7       | José Galimberti (BRA)        | 36.52     | 20              |       |
| 8       | Albino Pighi (ITA)           | 34.985    | 27              |       |
| 9       | Gabino Lizarza (ESP)         | 34.20     | 28              |       |
| 10      | František Janda-Suk (TCH)    | 34.08     | 29              |       |
| 11      | Georgios Zacharopoulos (GRE) | 34.02     | 30              |       |

Grup 3
| Posició | Atleta                   | Distància | Posició general | Qual. |
| ------- | ------------------------ | --------- | --------------- | ----- |
| 1       | Bud Houser (USA)         | 46.155 OR | 1               | Q     |
| 2       | Vilho Niittymaa (FIN)    | 44.95     | 2               | Q     |
| 3       | Ketil Askildt (NOR)      | 43.405    | 5               | Q     |
| 4       | Paddy Bermingham (IRL)   | 40.42     | 11              |       |
| 5       | Daniel Pierre (FRA)      | 37.015    | 19              |       |
| 6       | Arvīds Ķibilds (LAT)     | 35.79     | 22              |       |
| 7       | Sławosz Szydłowski (POL) | 35.71     | 24              |       |
| 8       | Armando Poggioli (ITA)   | 35.29     | 25              |       |

### Final
La final es va disputar el mateix dia. Cap atleta va millorar el llançament de la qualificació.
| Posició | Atleta                | Llanç. Qual. | Llanç. Final | Distància |
| ------- | --------------------- | ------------ | ------------ | --------- |
| 1       | Bud Houser (USA)      | 46.155       |              | 46.155    |
| 2       | Vilho Niittymaa (FIN) | 44.95        |              | 44.95     |
| 3       | Thomas Lieb (USA)     | 44.83        |              | 44.83     |
| 4       | Gus Pope (USA)        | 44.42        |              | 44.42     |
| 5       | Ketil Askildt (NOR)   | 43.405       |              | 43.405    |
| 6       | Glenn Hartranft (USA) | 42.49        |              | 42.49     |